# Tele System
TELE System Digital S.r.l. (originariamente TELE System S.r.l., poi TELE System Electronic S.p.A., TELE System S.r.l. e TELE System Electronic S.r.l.), meglio nota come TELE System, è un'azienda italiana che opera nel settore dell'elettronica di consumo, in particolare negli apparecchi e dispositivi per la televisione digitale e satellitare.
Ha la sede a Bressanvido, Vicenza.

## Storia
L'azienda viene fondata nel 1989 a Bolzano per iniziativa dei fratelli Flavio e Walter De Poli e Johann Ramoser, e fin dal suo avvio si specializza nella produzione di antenne paraboliche.
In breve tempo si afferma come un'importante realtà, divenendo alla vigilia degli anni 2000 il maggior produttore italiano ed europeo di parabole con 2 milioni di unità l'anno. L'azienda si espande con la creazione di filiali all'estero e di una solida rete di vendita in Italia, e nel frattempo sposta la sua sede presso lo stabilimento di produzione di Bressanvido, in provincia di Vicenza. All'attività di produzione delle parabole viene affiancata la commercializzazione di decoder satellitari, di televisori, e dopo lo sviluppo della televisione digitale terrestre anche di set-top box. Nel mercato dei decoder per il digitale terrestre, TELE System si afferma come uno dei marchi più venduti in Italia.
Nel 2007, TELE System entra nel mercato dei navigatori satellitari, con il modello Navigatore TS8.2PND. L'azienda è in piena espansione e nel 2009 realizza il fatturato più alto di sempre, di 183,5 milioni di euro, ed un utile di 8,6 milioni. Nel 2010, l'azienda presenta il modello Hybrid BLOBbox, un decoder DTT Full HD multifunzione, che consente la connessione a Internet e la videoregistrazione dei programmi televisivi.
Nel 2016, TELE System lancia un innovativo decoder DTT dalle dimensioni compatte da installare sui televisori non abilitati agli standard DVB-T2 e HEVC.
Nel 2021, l'azienda aderisce al consorzio Hybrid Broadcast Broadband TV (HBB TV), che sviluppa la tecnologia omonima.

## Informazioni e dati

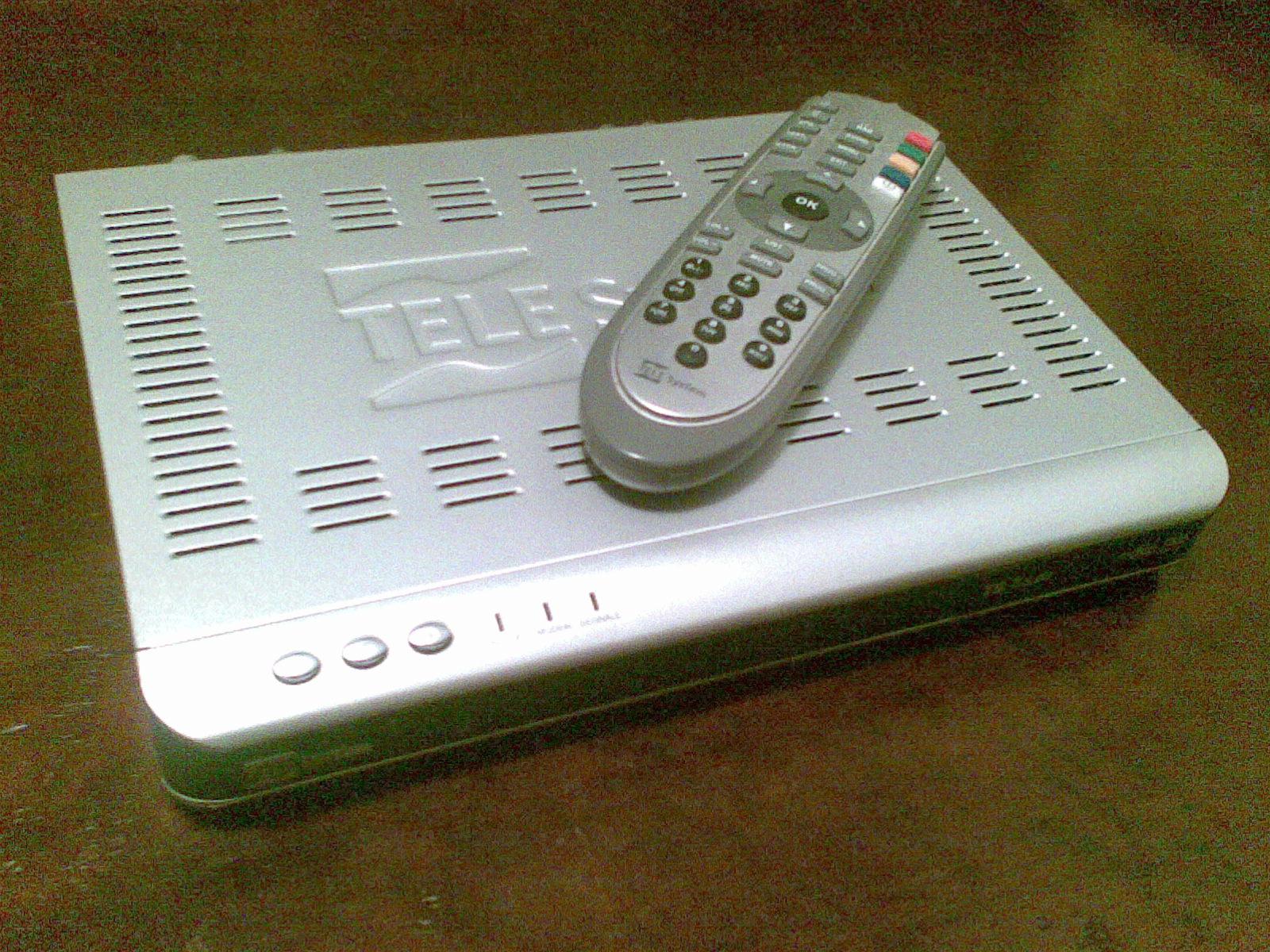
Un decoder DTT della TELE System

TELE System, azienda con sede a Bressanvido, in provincia di Vicenza, opera nel settore dell'elettronica di consumo. Progetta, produce e commercializza, televisori, decoder per il digitale terrestre e per quella satellitare, lettori DVD, parabole, e convertitori LNB.
Presente in oltre 70 paesi nel mondo, il grosso della sua produzione avviene in Cina e Malaysia, ed in quest'ultimo paese è attiva dal 1999.
Nel 2019, l'azienda veneta ha realizzato un fatturato di 28,7 milioni di euro, ed un utile netto di poco più di 65.680. L'ultimo dato disponibile sul numero di addetti è del 2014, in cui erano impiegate 190 persone.